# Gomphocerus kudia
Gomphocerus kudia är en insektsart som beskrevs av Andrew Nelson Caudell 1927. Gomphocerus kudia ingår i släktet Gomphocerus och familjen gräshoppor. Inga underarter finns listade i Catalogue of Life.